# Neulouisendorf
Neulouisendorf ist ein Ortsteil der Stadt Kalkar im Kreis Kleve (Nordrhein-Westfalen) links des Niederrheins. Es gehört zur sogenannten Pfälzischen Sprachinsel am Niederrhein.

## Geographie

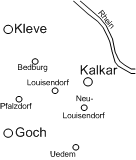
Siedlungsgebiet

Neulouisendorf liegt im Südwesten des Stadtgebiets von Kalkar auf dem aus der Saale-Eiszeit stammenden Niederrheinischen Höhenzug. 

## Geschichte

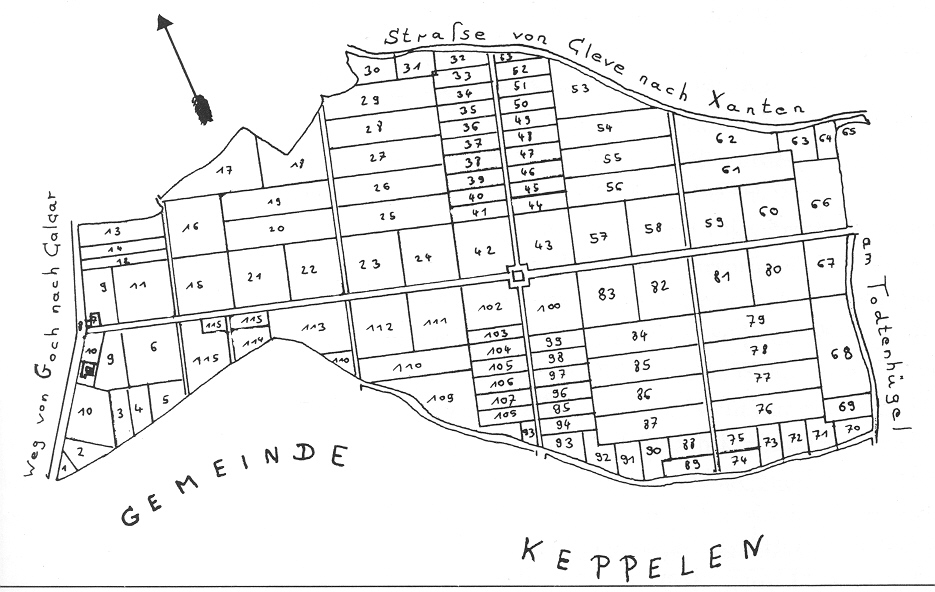
Stadtplanskizze

1827 entstand Neulouisendorf mit zunächst 150 Siedlungshöfen auf Verfügung des preußischen Königs Friedrich Wilhelm III. als Filialsiedlung kurpfälzischer Migranten. Diese hatten 1741 wegen ihres protestantischen Glaubens ihre Heimat im Hunsrück bzw. an der Nahe verlassen, um nach Pennsylvania (USA) auszuwandern. Weil sie an der niederländischen Grenze ohne bezahlte Schiffspassagen nicht weiterreisen konnten, mussten sie sich schließlich auf Dauer im Grenzgebiet niederlassen. Ihre zwischen Goch, Kleve und Kalkar gelegenen Siedlungsgebiete – zunächst Pfalzdorf, dann Louisendorf und schließlich Neulouisendorf – bilden heute noch die eingangs genannte Pfälzische Sprachinsel.
Am 1. Juli 1969 wurde Neulouisendorf nach Kalkar eingemeindet.

## Sehenswürdigkeiten und Kultur

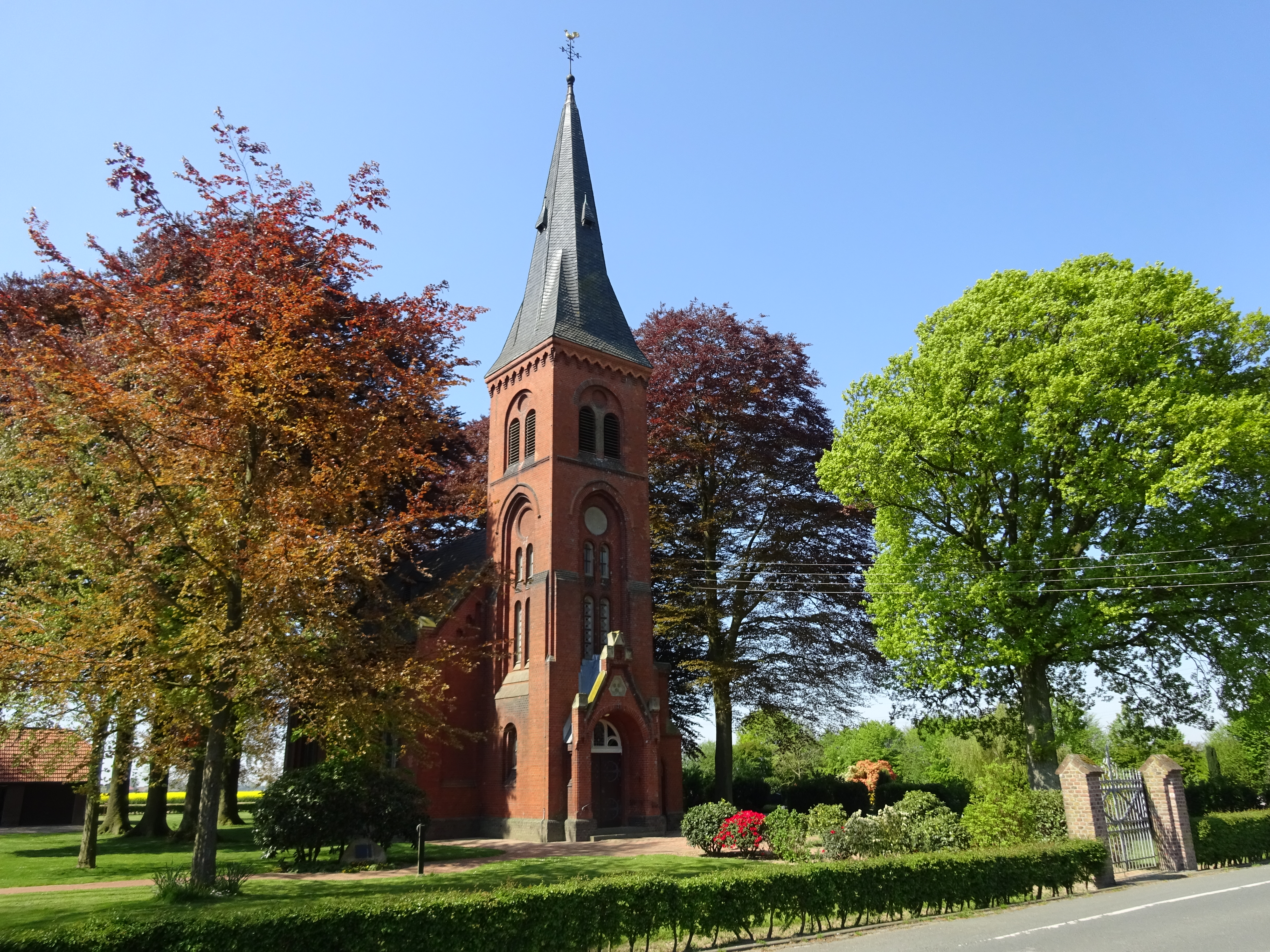
Denkmalgeschützte neugotische Kirche

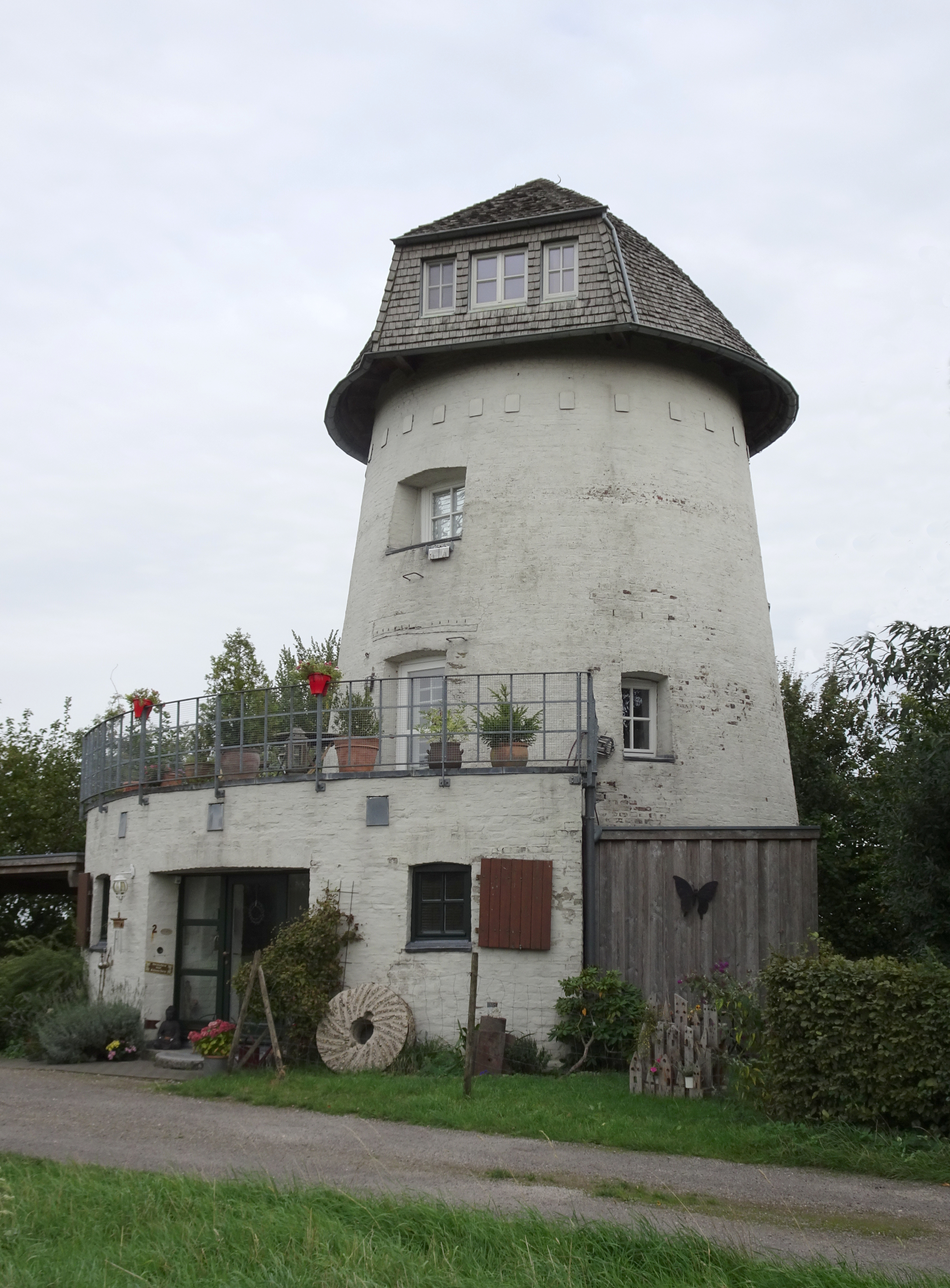
Zum Wohnhaus umgebaute Turmwindmühle

In Neulouisendorf sind drei historische Gebäude als Kulturdenkmäler in der Liste der Baudenkmäler in Kalkar erfasst:
- Die neugotische Kirche mit rechteckigem Chor, 1898 eingeweiht (Denkmalnummer 16)[3][5]
- Die zum Wohnhaus umgebaute ehemalige Turmwindmühle (Denkmalnummer 2)
- Der Bauernhof in der Neulouisendorfer Straße 48 (Denkmalnummer 198)

Von 2000 bis 2003 wirkte Cyrus Overbeck in Neulouisendorf in seinem Atelier Bergstraße 60. Hier entstanden die Zyklen „Wollt ihr wieder den totalen Krieg?“ sowie „Fluss der Asche“ und „Saxa Loquuntur“.

## Wirtschaft und Infrastruktur
Neulouisendorf hat um 350 Einwohner. Der Ortsteil ist von der Landwirtschaft geprägt. Das Ortsbild bestimmen Einzelhöfe, die von Obstgärten und kleineren Grünlandbereichen umgeben sind und inmitten ausgedehnter Ackerflächen liegen.